# Braunschweiger Turn- und Sportverein Eintracht von 1895 1996-1997
Questa voce raccoglie le informazioni riguardanti il Braunschweiger Turn- und Sportverein Eintracht von 1895 nelle competizioni ufficiali della stagione 1996-1997.

## Stagione
Nella stagione 1996-1997 l'Eintracht Braunschweig, allenato da Michael Lorkowski e Benno Möhlmann, concluse il campionato di Regionalliga nord al 2º posto.

## Rosa
| N. |                                 | Ruolo | Calciatore       |
| -- | ------------------------------- | ----- | ---------------- |
| 9  | Bosnia ed Erzegovina (bandiera) | A     | Leo Marić        |
|    | Germania (bandiera)             | P     | Mathias Hain     |
|    | Germania (bandiera)             | D     | Maik Kappel      |
|    | Turchia (bandiera)              | D     | Özkan Koctürk    |
|    | Germania (bandiera)             | D     | Thomas Pfannkuch |

| N. |                     | Ruolo | Calciatore      |
| -- | ------------------- | ----- | --------------- |
|    | Turchia (bandiera)  | C     | Hakan Biçici    |
|    | Germania (bandiera) | C     | Marco Dehne     |
|    | Germania (bandiera) | C     | Thorsten Kohn   |
|    | Germania (bandiera) | C     | Roland Weisheit |
|    | Serbia (bandiera)   | A     | Milos Kolakovic |

## Organigramma societario
Area tecnica
- Allenatore: Michael Lorkowski, Benno Möhlmann
- Allenatore in seconda:
- Preparatore dei portieri:
- Preparatori atletici:
- Analisi video:

## Calciomercato

### Sessione estiva
| Acquisti | Acquisti     | Acquisti    | Acquisti |
| R.       | Nome         | da          | Modalità |
| -------- | ------------ | ----------- | -------- |
| C        | Hakan Biçici | TuS Celle   |          |
| C        | Marco Dehne  | Hannover 96 |          |
| A        | Leo Marić    | Genk        |          |

| Cessioni | Cessioni        | Cessioni        | Cessioni |
| R.       | Nome            | a               | Modalità |
| -------- | --------------- | --------------- | -------- |
| D        | Özkan Koctürk   | Fenerbahçe      |          |
| D        | Willi Kronhardt | Energie Cottbus |          |

## Risultati

### Regionalliga

#### Girone di andata
| 2 agosto 1996, ore 18:00 CEST 1ª giornata | Eintracht Braunschweig | 0 – 2 | Amburgo II |  |

| 10 agosto 1996, ore 15:00 CEST 2ª giornata | Göttingen | 0 – 0 | Eintracht Braunschweig |  |

| 16 agosto 1996, ore 18:00 CEST 3ª giornata | Eintracht Braunschweig | 2 – 0 | Altona 93 |  |

| 25 agosto 1996, ore 18:00 CEST 4ª giornata | Osnabrück | 0 – 0 | Eintracht Braunschweig |  |

| 30 agosto 1996, ore 18:00 CEST 5ª giornata | Eintracht Braunschweig | 3 – 2 | Hannover 96 |  |

| 8 settembre 1996, ore 15:00 CEST 6ª giornata | Atlas Delmenhorst | 3 – 2 | Eintracht Braunschweig |  |

| 14 settembre 1996, ore 15:00 CEST 7ª giornata | Eintracht Braunschweig | 7 – 0 | Lurup |  |

| 22 settembre 1996, ore 15:00 CEST 8ª giornata | Lüneburger | 0 – 2 | Eintracht Braunschweig |  |

| 29 settembre 1996, ore 15:00 CEST 9ª giornata | Herzlake | 2 – 1 | Eintracht Braunschweig |  |

| 6 ottobre 1996, ore 15:00 CEST 10ª giornata | Eintracht Braunschweig | 3 – 0 | Norderstedt |  |

| 13 ottobre 1996, ore 15:00 CEST 11ª giornata | Wilhelmshaven | 0 – 4 | Eintracht Braunschweig |  |

| 20 ottobre 1996, ore 15:00 CEST 12ª giornata | Eintracht Braunschweig | 6 – 0 | St. Pauli II |  |

| 27 ottobre 1996, ore 15:00 CEST 13ª giornata | S.F. Ricklingen | 0 – 1 | Eintracht Braunschweig |  |

| 3 novembre 1996, ore 18:00 CET 14ª giornata | Eintracht Braunschweig | 2 – 0 | Werder Brema II |  |

| 8 novembre 1996, ore 18:00 CET 15ª giornata | Concordia Amburgo | 0 – 1 | Eintracht Braunschweig |  |

| 16 novembre 1996, ore 14:00 CET 16ª giornata | Eintracht Braunschweig | 3 – 1 | Kickers Emden |  |

| 23 novembre 1996, ore 14:00 CET 17ª giornata | TuS Celle | 1 – 4 | Eintracht Braunschweig |  |

#### Girone di ritorno
| 28 marzo 1997, ore 15:00 CET 18ª giornata | Amburgo II | 2 – 0 | Eintracht Braunschweig |  |

| 7 dicembre 1996, ore 14:00 CET 19ª giornata | Eintracht Braunschweig | 3 – 0 | Göttingen |  |

| 14 dicembre 1996, ore 14:00 CET 20ª giornata | Altona 93 | 0 – 2 | Eintracht Braunschweig |  |

| 31 marzo 1997, ore 15:00 CEST 21ª giornata | Eintracht Braunschweig | 1 – 1 | Osnabrück |  |

| 12 febbraio 1997, ore 20:00 CET 22ª giornata | Hannover 96 | 4 – 0 | Eintracht Braunschweig |  |

| 16 febbraio 1997, ore 15:00 CET 23ª giornata | Eintracht Braunschweig | 3 – 1 | Atlas Delmenhorst |  |

| 22 febbraio 1997, ore 15:00 CET 24ª giornata | Lurup | 0 – 2 | Eintracht Braunschweig |  |

| 2 marzo 1997, ore 15:00 CET 25ª giornata | Eintracht Braunschweig | 3 – 0 | Lüneburger |  |

| 8 marzo 1997, ore 15:00 CET 26ª giornata | Eintracht Braunschweig | 2 – 0 | Herzlake |  |

| 15 marzo 1997, ore 15:00 CET 27ª giornata | Norderstedt | 1 – 3 | Eintracht Braunschweig |  |

| 22 marzo 1997, ore 15:00 CET 28ª giornata | Eintracht Braunschweig | 2 – 0 | Wilhelmshaven |  |

| 6 aprile 1997, ore 15:00 CEST 29ª giornata | St. Pauli II | 0 – 3 | Eintracht Braunschweig |  |

| 11 aprile 1997, ore 20:00 CEST 30ª giornata | Eintracht Braunschweig | 2 – 1 | S.F. Ricklingen |  |

| 26 aprile 1997, ore 15:00 CEST 31ª giornata | Werder Brema II | 3 – 1 | Eintracht Braunschweig |  |

| 2 maggio 1997, ore 19:00 CEST 32ª giornata | Eintracht Braunschweig | 2 – 0 | Concordia Amburgo |  |

| 10 maggio 1997, ore 15:00 CEST 33ª giornata | Kickers Emden | 1 – 3 | Eintracht Braunschweig |  |

| 25 maggio 1997, ore 15:00 CEST 34ª giornata | Eintracht Braunschweig | 4 – 1 | TuS Celle |  |

## Statistiche

### Statistiche di squadra
| Competizione      | Punti | In casa | In casa | In casa | In casa | In casa | In casa | In trasferta | In trasferta | In trasferta | In trasferta | In trasferta | In trasferta | Totale | Totale | Totale | Totale | Totale | Totale | DR  |
| Competizione      | Punti | G       | V       | N       | P       | Gf      | Gs      | G            | V            | N            | P            | Gf           | Gs           | G      | V      | N      | P      | Gf     | Gs     | DR  |
| ----------------- | ----- | ------- | ------- | ------- | ------- | ------- | ------- | ------------ | ------------ | ------------ | ------------ | ------------ | ------------ | ------ | ------ | ------ | ------ | ------ | ------ | --- |
| Regionalliga nord | 78    | 17      | 15      | 1       | 1       | 48      | 9       | 17           | 10           | 2            | 5            | 29           | 17           | 34     | 25     | 3      | 6      | 77     | 26     | +51 |
| Totale            | 78    | 17      | 15      | 1       | 1       | 48      | 9       | 17           | 10           | 2            | 5            | 29           | 17           | 34     | 25     | 3      | 6      | 77     | 26     | +51 |

### Andamento in campionato
| Giornata  | 1  | 2  | 3 | 4 | 5 | 6  | 7 | 8 | 9 | 10 | 11 | 12 | 13 | 14 | 15 | 16 | 17 | 18 | 19 | 20 | 21 | 22 | 23 | 24 | 25 | 26 | 27 | 28 | 29 | 30 | 31 | 32 | 33 | 34 |
| --------- | -- | -- | - | - | - | -- | - | - | - | -- | -- | -- | -- | -- | -- | -- | -- | -- | -- | -- | -- | -- | -- | -- | -- | -- | -- | -- | -- | -- | -- | -- | -- | -- |
| Luogo     | C  | T  | C | T | C | T  | C | T | T | C  | T  | C  | T  | C  | T  | C  | T  | T  | C  | T  | C  | T  | C  | T  | C  | C  | T  | C  | T  | C  | T  | C  | T  | C  |
| Risultato | P  | N  | V | N | V | P  | V | V | P | V  | V  | V  | V  | V  | V  | V  | V  | P  | V  | V  | N  | P  | V  | V  | V  | V  | V  | V  | V  | V  | P  | V  | V  | V  |
| Posizione | 16 | 13 | 8 | 9 | 8 | 10 | 8 | 6 | 8 | 6  | 5  | 4  | 4  | 2  | 2  | 2  | 2  | 2  | 2  | 2  | 2  | 2  | 2  | 2  | 2  | 2  | 2  | 2  | 2  | 2  | 2  | 2  | 2  | 2  |

Legenda:

Luogo: C = Casa; T = Trasferta. Risultato: V = Vittoria; N = Pareggio; P = Sconfitta.